# Praktiker
A Praktiker egy európai hálózattal rendelkező barkácsáruházlánc, melyet 1978-ban Luxemburgban alapítottak.

## Története

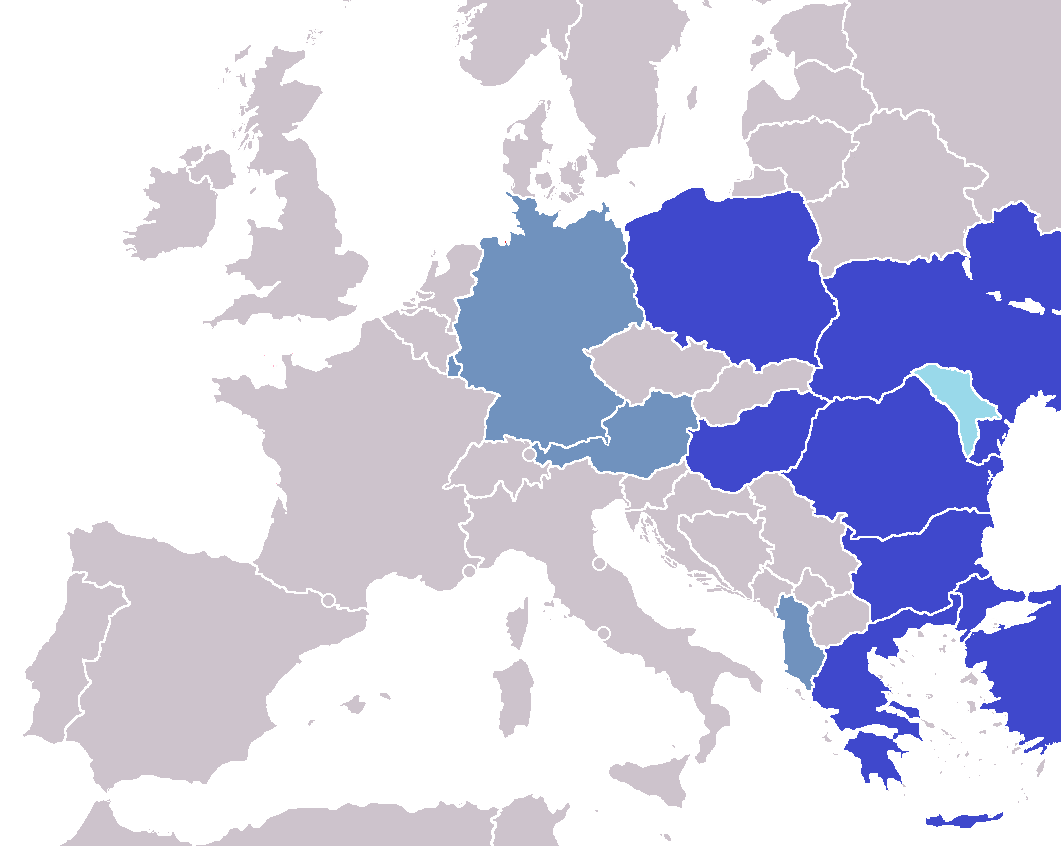
Praktiker üzletek Európa országaiban

A cég 1995-ig az ASKO leányvállalata volt, ekkor az ASKO beolvadt a METRO-csoportba. 2005. november 22-én a Praktiker önállósodott, ekkor megjelent a német tőzsdén is.
A Praktiker AG 2013. július 10-én Hamburgban közölte, hogy fizetésképtelenné vált. Mivel a magyarországi áruházak tulajdonosa nem a Praktiker AG, hanem a Baumarkt Praktiker volt, így az anyacéget érintő csődhelyzet a magyar áruházakat nem érintette. A konszern egyes leányvállalatait az ezt követő időszakban értékesítették.
A Praktiker 1982-ben alakította ki a diszkontelvre épülő stratégiát. 1990-től a teljes ASKO-csoportnak közös a DIY-beszerzés. Az internetes vásárlást Németországban 2010-ben vezették be.
A Praktiker konszern jelentős nemzetközi áruházlánccal rendelkezett, első külföldi áruháza Görögországban nyílt 1991-ben, de voltak üzletei Albániában, Bulgáriában, Lengyelországban, Németországban, Romániában, Törökországban s Ukrajnában is. Foglalkoztatottainak száma a csúcsidőszakban meghaladta a 20 ezer főt.

### Fontosabb állomások a nemzetközi Praktiker-lánc életében
- 1979. 9 BayWa barkácsáruház átvétele
- 1985. 12 Wickes barkácsáruház átvétele
- 1990. A real-kauf barkácsáruházak a Praktiker irányítása alá kerülnek
- 1991. Esbella és Contiment átvétele
- 1993. BLV, MHB, Massa, Huma, Extra s a Real-Kauf barkácsáruházakat átveszi a Praktiker
- 1996. 60 Wirichs barkácsáruház átvétele
- 1997. 25 Extra Franchise rendszerben működő barkácsáruház átvétele
- 2000. 27 Top-Bau áruház átvétele
- 2007. Max Bahr integrálása

## A Praktiker Magyarországon

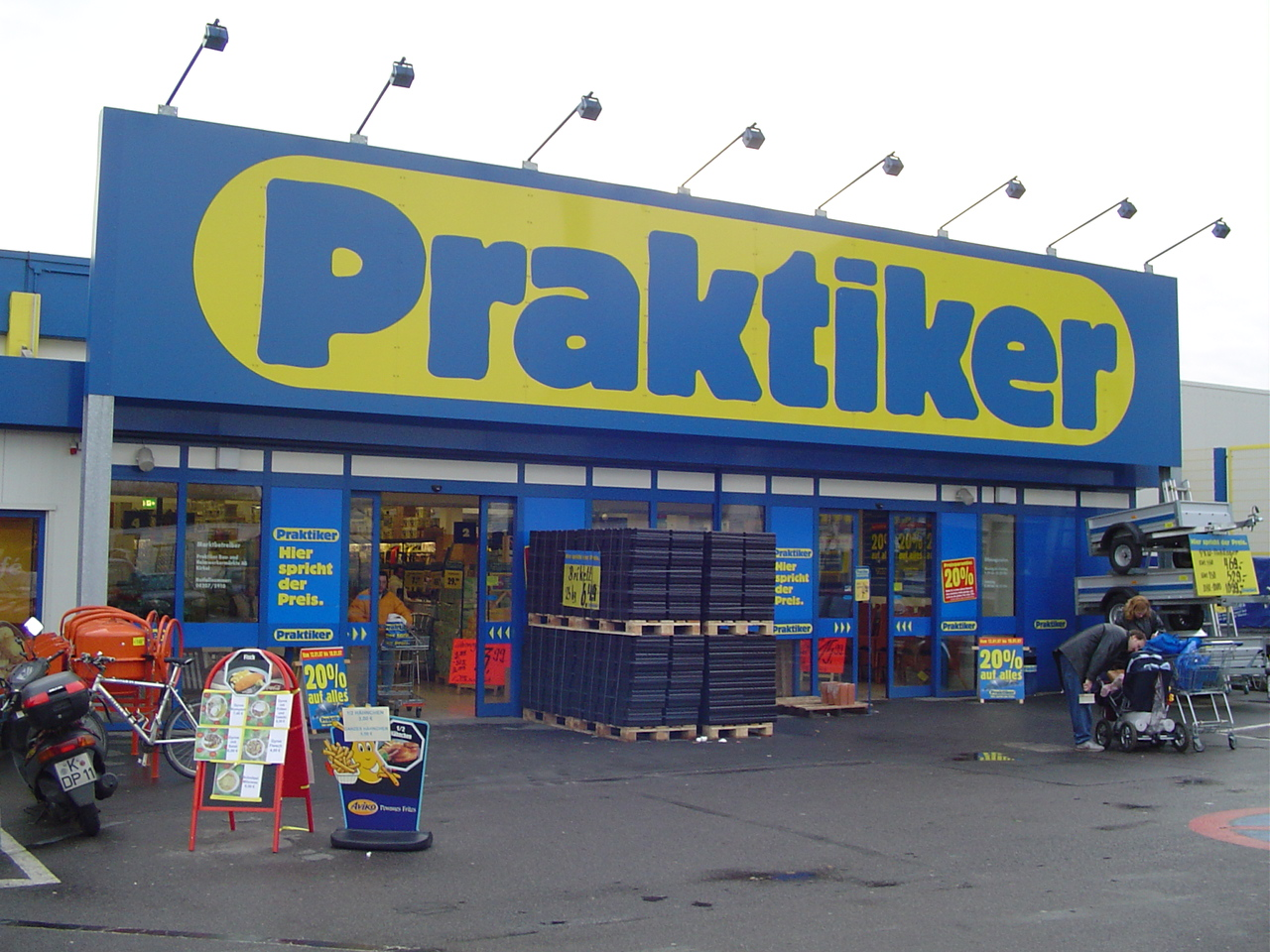
Korábbi németországi Praktiker áruház homlokzata

A Praktiker magyarországi központját 1997-ben alapította, az első hazai Praktiker áruház Budapesten nyílt meg 1998-ban. A teljes áruválaszték a Praktiker honlapjáról 2006-tól érhető el, s ugyanebben az évben indult el a telefonos vevőszolgálat is. A magyar fejlesztésű webbolt 2009. márciustól érhető el, mely 2010. márciusban elnyerte Az Év Kereskedelmi Webshopja díjat.
2012. decembertől 2014. szeptemberig a Praktiker kisáruházas koncepciót tesztelt Sátoraljaújhelyen s Komáromban.
A magyar áruházakat 2016. januárban a Wallis Asset Management Zrt. vásárolta meg, mely úgy döntött, hogy az üzleteket továbbra is Praktiker márkanév alatt működteti. Az ügyletet 2016. áprilisban a Gazdasági Versenyhivatal is jóváhagyta.
Magyarországon a Praktiker 23 üzletegységet működtet, s közel 1600 munkavállalót foglalkoztat.

### Praktiker áruházak Magyarországon
| #   | Cím                                     | Nyitás | Megjegyzés                                                 |
| --- | --------------------------------------- | ------ | ---------------------------------------------------------- |
| 1.  | 1152 Budapest, Városkapu u. 5.          | 1998   | Az M3-as autópálya kivezetőjénél                           |
| 2.  | 6728 Szeged, Budapesti út 3.            | 1998   | Az első vidéken nyitott áruház                             |
| 3.  | 7634 Pécs, Makay István út 11.          | 1998   |                                                            |
| 4.  | 4027 Debrecen, Füredi út 27.            | 1998   | A Malompark bevásárlóközpontban található                  |
| 5.  | 9024 Győr, Szent Imre út 55.            | 1998   |                                                            |
| 6.  | 3516 Miskolc, Pesti út 7.               | 1999   |                                                            |
| 7.  | 6000 Kecskemét, Kurucz tér 7.           | 1999   |                                                            |
| 8.  | 4400 Nyíregyháza, Orosi út 22–24.       | 1999   |                                                            |
| 9.  | 1034 Budapest, Bécsi út 136.            | 2000   | A Stop Shop bevásárlóközpont mellett                       |
| 10. | 1095 Budapest Mester u. 87.             | 2000   | A Lurdy-ház bevásárlóközpont mellett                       |
| 11. | 9700 Szombathely, Rozsnyó út 1.         | 2000   |                                                            |
| 12. | 2040 Budaörs, Malomkő u. 3.             | 2002   |                                                            |
| 13. | 8900 Zalaegerszeg, Balatoni út 10.      | 2004   |                                                            |
| 14. | 5000 Szolnok, Felső Szandai rét 1/a.    | 2005   |                                                            |
| 15. | 7400 Kaposvár, Füredi út 99.            | 2007   |                                                            |
| 16. | 2220 Vecsés, Fő u. 246–248.             | 2007   | Market Central bevásárlóparkban                            |
| 17. | 8000 Székesfehérvár, Balatoni út 44–46. | 2008   | Az Interspar mellett.                                      |
| 18. | 5600 Békéscsaba, Gyulai út 87.          | 2008   |                                                            |
| 19. | 2500 Esztergom, Dobogókői út 41.        | 2010   |                                                            |
| 20. | 1044 Budapest, Váci út 60–62.           | 2016   | Egy Baumax áruház helyén                                   |
| 21. | 8000 Székesfehérvár, Asztalvölgyi út 1. | 2024   | A Tesco mellett. Székesfehérvár második Praktiker áruháza. |
| 22. | 4027 Debrecen, Kishegyesi út 13.        | 2025   | Debrecen második Praktiker áruháza.                        |
| 23. | 8200 Veszprém, Tirat Carmel utca 6.     | 2025   |                                                            |

### Tervezett áruházak
- Budapest
- Sopron
- Tatabánya